# Klaus Honomichl
Klaus Honomichl (* 1943 in Trautenau) ist ein deutscher Zoologe, der an der Johannes Gutenberg-Universität Mainz als Privatdozent lehrte.

## Biografie
Klaus Honomichl studierte an der Universität Mainz Biologie, Mathematik und Philosophie. Im Jahre 1973 promovierte er im Fach Biologie. Im Jahre 1990 erfolgte seine Habilitation im Fach Zoologie an der Mainzer Universität. Seitdem lehrt Honomichl dort als Privatdozent am Institut für Zoologie im Fachbereich Morphologie und Entwicklung der Tiere.
Das Fachgebiet von Klaus Honomichl in der Zoologie ist die Entomologie. Seine speziellen Forschungsschwerpunkte liegen in der Untersuchung der Morphologie und der Systematik bei Arthropoden, insbesondere der Myriapoda.
Als ausgewiesener Insektenexperte hat er bereits mehrere Fachbücher über dieses Thema verfasst, die inzwischen auch in verschiedene Sprachen, darunter ins Chinesische und Koreanische, übersetzt wurden.

## Schriften (Auswahl)
- Beitrag zur Morphologie des Kopfes der Imago von Gyrinus substriatus Stephens 1829 (Coleoptera, Insecta), Dissertation, Mainz 1974
- zusammen mit Helmut Risler und Rainer Rupprecht: Wissenschaftliches Zeichnen in der Biologie und verwandten Disziplinen, Stuttgart 1982 (ISBN 3-437-00380-1)
- zusammen mit Heiko Bellmann: Biologie und Ökologie der Insekten. CD-ROM-Lexikon. Stuttgart, Jena und New York 1996 (ISBN 3-437-25020-5)
- Insekten. Die heimlichen Herrscher der Welt. C. H. Beck-Verlag 2003
- Biologie und Ökologie der Insekten. Begründet von W. Jacobs und M. Renner. 3. Auflage. Gustav Fischer Verlag, Stuttgart 1998
- als Mitverfasser: Lehrbuch der Entomologie. 2. Auflage. Herausgegeben von K. Dettner und W. Peters. Spektrum Akademischer Verlag 2003